# Campionato europeo maschile under 21 di calcio 1996
Il campionato di calcio europeo Under-21 1996, 10ª edizione del Campionato europeo di calcio Under-21 organizzato dall'UEFA, si è svolto dal 12 marzo al 31 maggio 1996, in Spagna a partire dal 28 maggio. Il torneo è stato vinto dall'Italia per la terza volta (e terza volta consecutiva).
Le fasi di qualificazione hanno avuto luogo tra il 3 settembre 1994 e il 15 novembre 1995 e hanno designato le otto nazionali che si sono affrontate in gare a eliminazione diretta con andata e ritorno.
Come due anni prima, tra le quattro vincitrici dei quarti di finale è stata designata una (la Spagna) quale nazione ospitante delle partite della fase finale.
La finale si è disputata il 31 maggio 1996 tra le formazioni dell'Italia e della Spagna.
Le prime cinque classificate si sono qualificate alle Olimpiadi di Atlanta 1996.

## Qualificazioni

### Squadre qualificate
| Nazionale  | Qualificata in quanto                     | Partecipazioni precedenti al torneo (in grassetto le edizioni vinte) |
| ---------- | ----------------------------------------- | -------------------------------------------------------------------- |
| Francia    | Vincitrice del gruppo 1 di qualificazione | 5 (1982, 1984, 1986, 1988, 1994)                                     |
| Spagna     | Vincitrice del gruppo 2 di qualificazione | 5 (1982, 1984, 1986, 1988, 1990)                                     |
| Ungheria   | Vincitrice del gruppo 3 di qualificazione | 3 (1978, 1980, 1986)                                                 |
| Italia     | Vincitrice del gruppo 4 di qualificazione | 9 (1978, 1980, 1982, 1984, 1986, 1988, 1990, 1992, 1994)             |
| Rep. Ceca  | Vincitrice del gruppo 5 di qualificazione | 6 (1978, 1980, 1988, 1990, 1992, 1994)                               |
| Portogallo | Vincitore del gruppo 6 di qualificazione  | 1 (1994)                                                             |
| Germania   | Vincitrice del gruppo 7 di qualificazione | 3 (1982, 1990, 1992)                                                 |
| Scozia     | Vincitrice del gruppo 8 di qualificazione | 4 (1980, 1982, 1984, 1988)                                           |

## Fase ad eliminazione diretta
|  | Quarti di finale | Quarti di finale |              |         | Semifinali                | Semifinali                |  |  | Finale    | Finale |
|  |                  |                  |              |         |                           |                           |  |  |           |        |
|  | 13-27 marzo      |                  |              |         |                           |                           |  |  |           |        |
|  |                  |                  |              |         |                           |                           |  |  |           |        |
|  | Portogallo       | 1                |              |         |                           |                           |  |  |           |        |
|  | Portogallo       | 1                | 28 maggio    |         |                           |                           |  |  |           |        |
|  | Italia           | 2                |              |         |                           |                           |  |  |           |        |
|  | Italia           | 2                | Italia       | 1       |                           |                           |  |  |           |        |
|  | 13-26 marzo      |                  | Italia       | 1       |                           |                           |  |  |           |        |
|  |                  | Francia          | 0            |         |                           |                           |  |  |           |        |
|  | Germania         | Francia          | 0            | 1       |                           |                           |  |  |           |        |
|  | Germania         |                  | 31 maggio    | 1       |                           |                           |  |  |           |        |
|  | Francia          | 4                |              |         |                           |                           |  |  |           |        |
|  | Francia          | 4                | Italia (dtr) | 1 (4)   |                           |                           |  |  |           |        |
|  | 12-26 marzo      |                  | Italia (dtr) | 1 (4)   |                           |                           |  |  |           |        |
|  |                  | Spagna           | 1 (2)        |         |                           |                           |  |  |           |        |
|  | Ungheria         | Spagna           | 1 (2)        | 3       |                           |                           |  |  |           |        |
|  | Ungheria         | 28 maggio        |              | 3       |                           |                           |  |  |           |        |
|  | Scozia           | 4                |              |         |                           |                           |  |  |           |        |
|  | Scozia           | 4                | Scozia       | 1       | Finale per il terzo posto | Finale per il terzo posto |  |  |           |        |
|  | 13-27 marzo      |                  | Scozia       | 1       | Finale per il terzo posto | Finale per il terzo posto |  |  |           |        |
|  |                  | Spagna           | 2            |         |                           |                           |  |  |           |        |
|  | Spagna           | Spagna           | 2            | 4       | Scozia                    | 0                         |  |  |           |        |
|  | Spagna           |                  |              | 4       | Scozia                    | 0                         |  |  |           |        |
|  | Rep. Ceca        | 2                |              | Francia | 1                         |                           |  |  |           |        |
|  | Rep. Ceca        | 2                |              |         | 1                         |                           |  |  |           |        |
|  |                  |                  |              |         |                           |                           |  |  | 31 maggio |        |
|  |                  |                  |              |         |                           |                           |  |  |           |        |

### Quarti di finale
Andata 12 e 13 marzo, ritorno 26 e 27 marzo 1996.
| Squadra 1  | Totale | Squadra 2 | Andata | Ritorno |
| ---------- | ------ | --------- | ------ | ------- |
| Portogallo | 1 - 2  | Italia    | 1 - 0  | 0 - 2   |
| Germania   | 1 - 4  | Francia   | 0 - 0  | 1 - 4   |
| Ungheria   | 3 - 4  | Scozia    | 2 - 1  | 1 - 3   |
| Spagna     | 4 - 2  | Rep. Ceca | 2 - 1  | 2 - 1   |

### Fase finale

#### Semifinali
| Arbitro: | Mikkelsen |

|           |           |  |
| Totti 49’ | Marcatori |  |

| Arbitro: | Pedersen |

|              |           |                          |
| Marshall 28’ | Marcatori | 26’ Óscar 35’ de la Peña |

#### Finale 3º posto
| Arbitro: | Ihring |

|  |           |            |
|  | Marcatori | 50’ Moreau |

#### Finale
| Arbitro: | Benkö |

|                                    |                      |                                    |
| Totti 11’                          | Marcatori            | 41’ Raúl                           |
| Panucci Fresi Pistone Nesta Morfeo | Tiri di rigore 4 – 2 | de la Peña de Pedro Aranzábal Raúl |

##### Formazioni
| Italia U-21     |    |                       |         |      |
|                 |    |                       |         |      |
| P               | 1  | Angelo Pagotto        |         |      |
| D               | 2  | Christian Panucci (C) |         |      |
| D               | 4  | Fabio Cannavaro       |         |      |
| D               | 5  | Fabio Galante         |         | 120’ |
| D               | 6  | Salvatore Fresi       |         |      |
| D               | 8  | Alessandro Nesta      | 13’     |      |
| A               | 9  | Nicola Amoruso        | 6’, 35’ |      |
| C               | 10 | Massimo Brambilla     |         |      |
| C               | 13 | Raffaele Ametrano     | 105’    |      |
| C               | 14 | Damiano Tommasi       |         | 75’  |
| A               | 18 | Francesco Totti       | 21’     | 75’  |
| A disposizione: |    |                       |         |      |
| P               | 12 | Gianluigi Buffon      |         |      |
| D               | 3  | Alessandro Pistone    |         | 120’ |
| C               | 7  | Luigi Sartor          |         |      |
| C               | 11 | Fabio Pecchia         |         |      |
| C               | 15 | Alessio Tacchinardi   |         | 75’  |
| A               | 16 | Marco Delvecchio      |         |      |
| A               | 17 | Domenico Morfeo       | 104’    | 75’  |
| Allenatore      |    |                       |         |      |
| Cesare Maldini  |    |                       |         |      |

| Spagna U-21            |    |                     |      |     |
|                        |    |                     |      |     |
| P                      | 1  | Juan Luis Mora      |      |     |
| D                      | 3  | Agustín Aranzábal   |      |     |
| D                      | 5  | Santi (C)           |      |     |
| D                      | 2  | Gaizka Mendieta     |      |     |
| C                      | 8  | Roberto             |      |     |
| C                      | 15 | Iván de la Peña     |      |     |
| C                      | 10 | Sáenz José Ignacio  | 35’  | 46’ |
| C                      | 11 | Iñigo Idiakez       |      | 46’ |
| A                      | 15 | Jordi Lardín        | 75’  |     |
| A                      | 9  | Sergio Corino Ramon |      |     |
| A                      | 7  | Raúl González       |      |     |
| A disposizione:        |    |                     |      |     |
| P                      | 13 | Jorge Aizkorreta    |      |     |
| D                      | 4  | Javi Navarro        |      |     |
| D                      | 6  | Óscar García        | 58’  | 46’ |
| C                      | 12 | Aitor Karanka       |      |     |
| A                      | 14 | Fernando Morientes  |      | 75’ |
| D                      | 17 | José Suarez Rivas   |      |     |
| C                      | 18 | Javier de Pedro     | 117’ | 46’ |
| Allenatore             |    |                     |      |     |
| Javier Clemente Lázaro |    |                     |      |     |

## Squadre qualificate per le Olimpiadi
Le quattro nazioni semifinaliste e la migliore delle squadre eliminate nei quarti di finale si qualificano automaticamente alle Olimpiadi di Atlanta 1996, con l'eccezione della Scozia, in quanto i suoi giocatori potrebbero partecipare solo come parte del Regno Unito. Siccome la Scozia ha raggiunto le semifinali, parteciperanno alle Olimpiadi estive del 1996 le due migliori nazionali eliminate ai quarti.

### Confronto tra le squadre eliminate ai quarti
| Pos. | Squadra    | Pt | G | V | N | P | GF | GS | DR |
| ---- | ---------- | -- | - | - | - | - | -- | -- | -- |
| 1.   | Ungheria   | 18 | 8 | 6 | 0 | 2 | 13 | 10 | +3 |
| 2.   | Portogallo | 17 | 8 | 5 | 2 | 1 | 10 | 4  | +6 |
| 3.   | Germania   | 14 | 8 | 4 | 2 | 2 | 18 | 9  | +9 |
| 4.   | Rep. Ceca  | 11 | 8 | 3 | 2 | 3 | 16 | 13 | +3 |

### Squadre qualificate
Italia
 Spagna
 Francia
 Ungheria
 Portogallo